# Elaphoidella coiffaiti
Elaphoidella coiffaiti is een eenoogkreeftjessoort uit de familie van de Canthocamptidae. De wetenschappelijke naam van de soort is voor het eerst geldig gepubliceerd in 1952 door Chappuis & Kiefer.